# Pringlea antiscorbutica
Pringlea antiscorbutica är en sorts kål som beskrevs av Robert Brown. Pringlea antiscorbutica ingår i släktet Pringlea och familjen korsblommiga växter. Inga underarter finns listade i Catalogue of Life.

## Bildgalleri

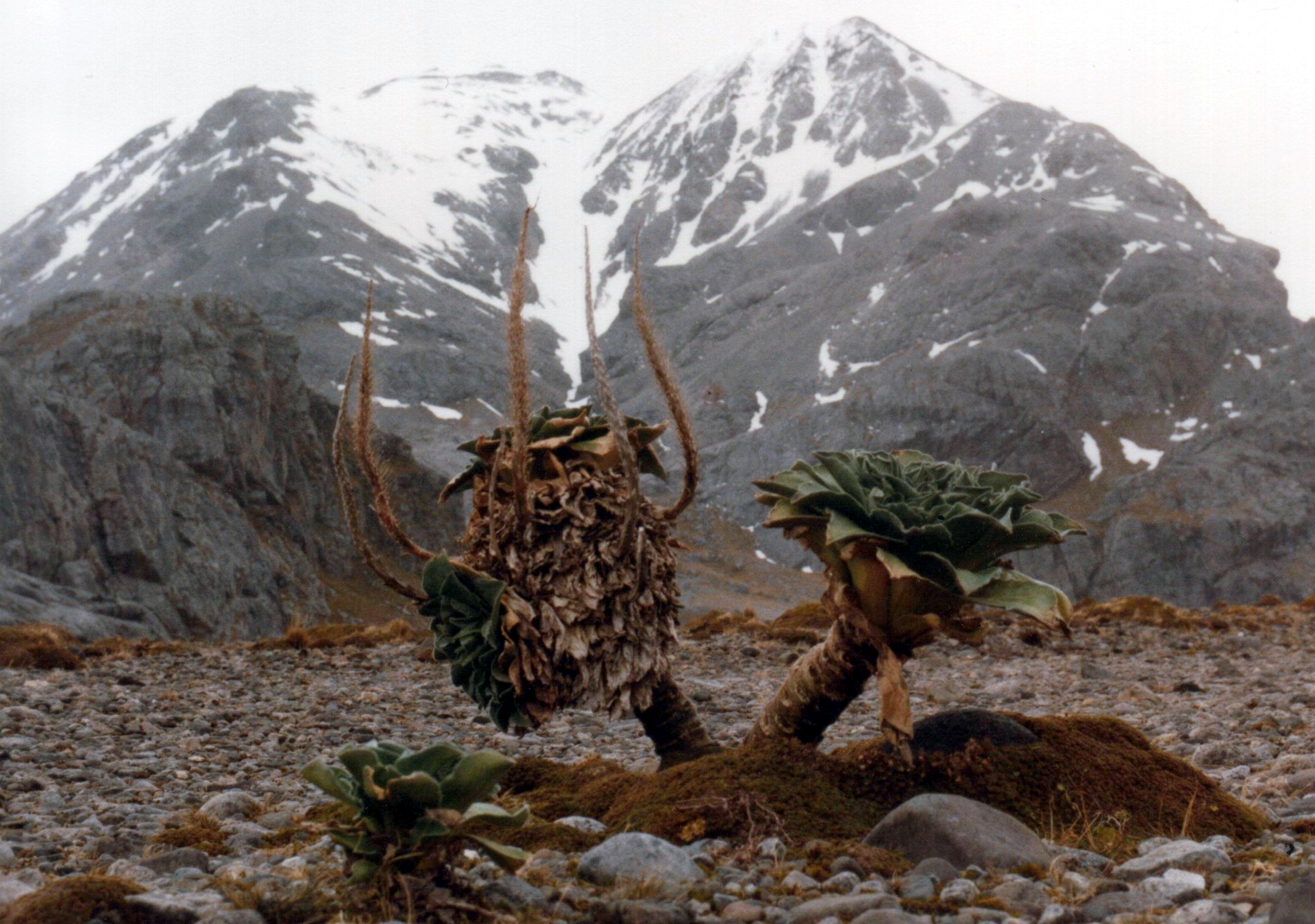
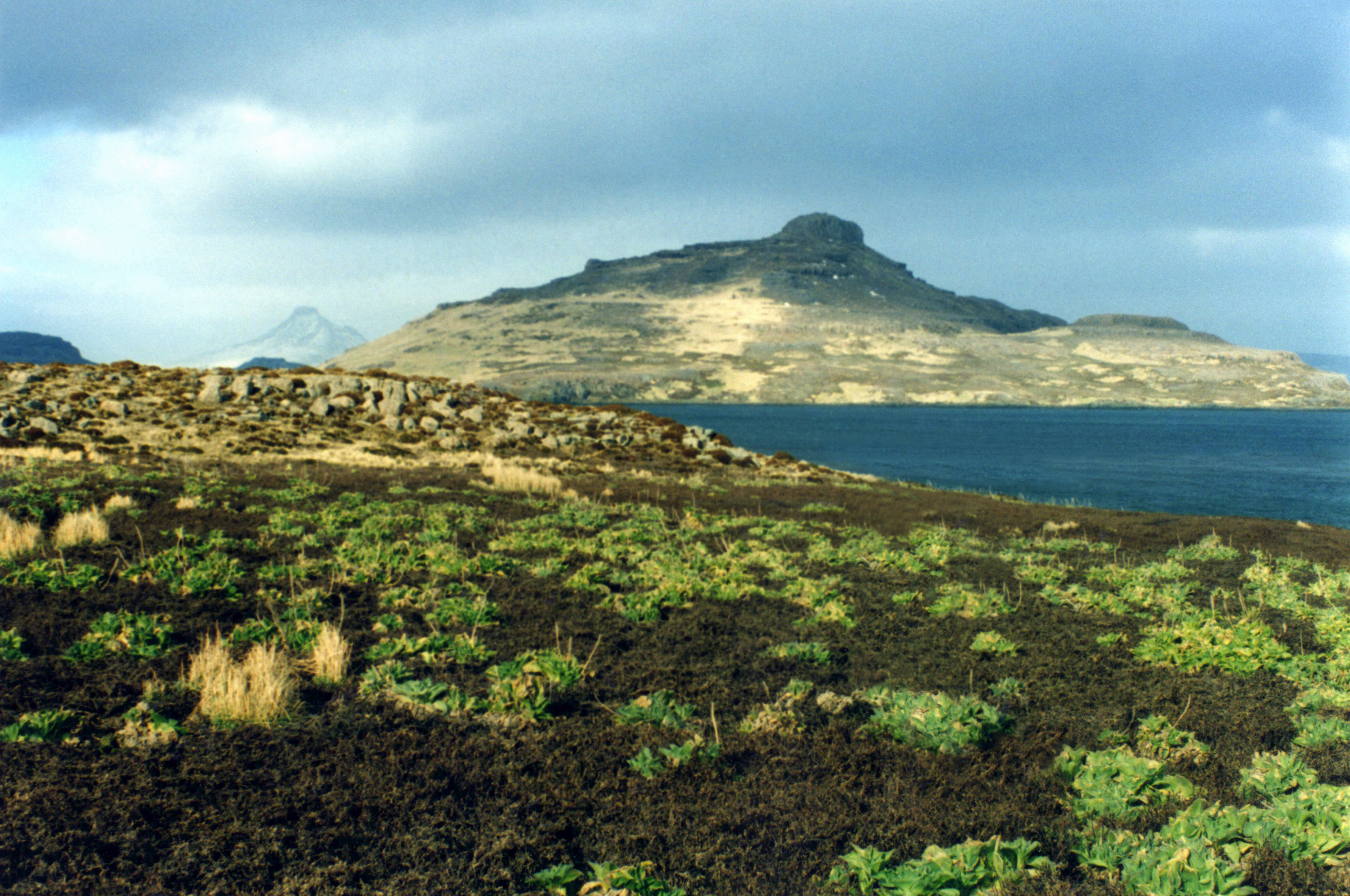
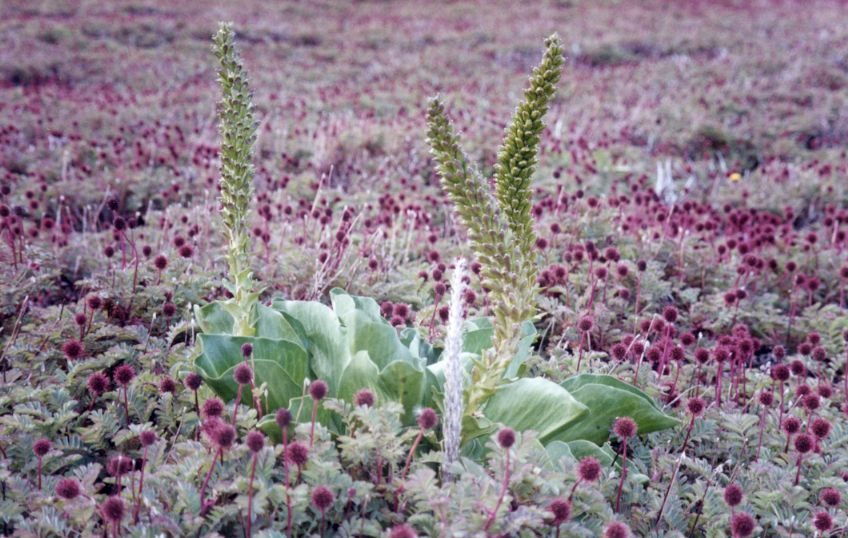
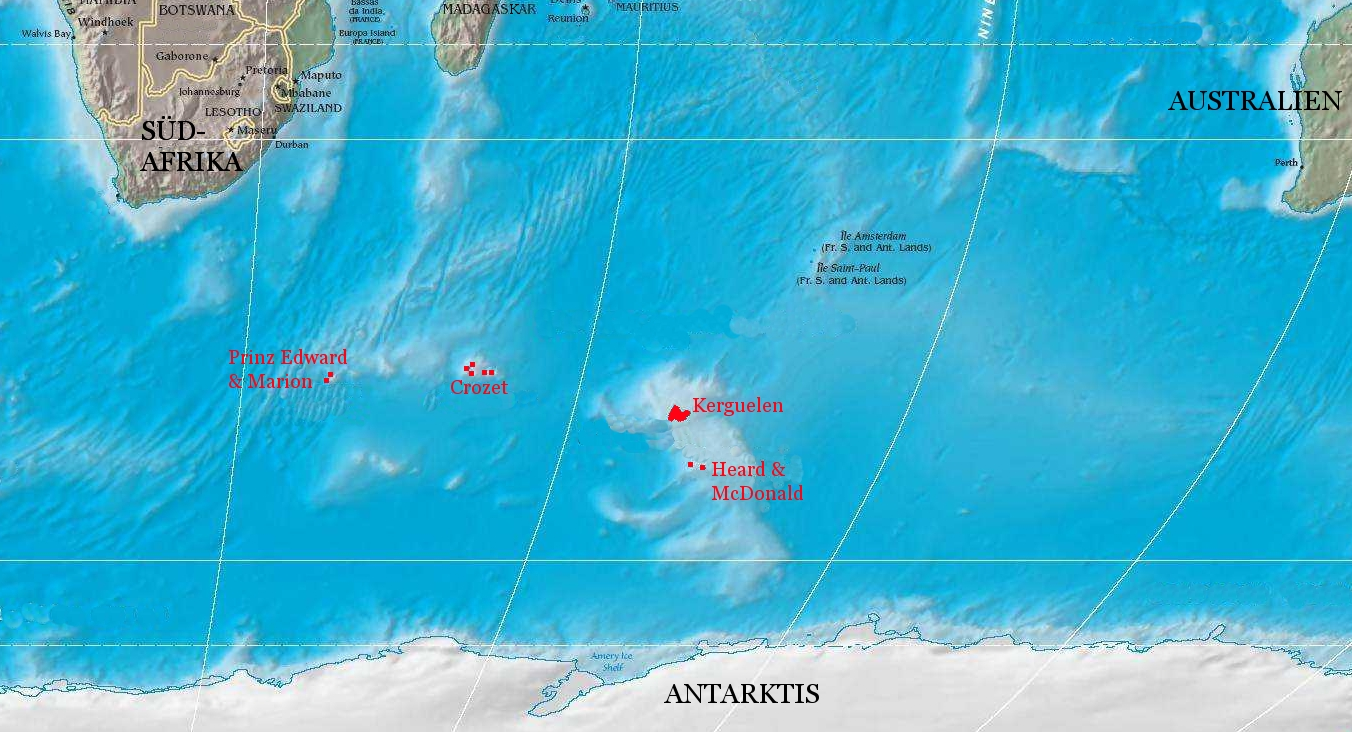
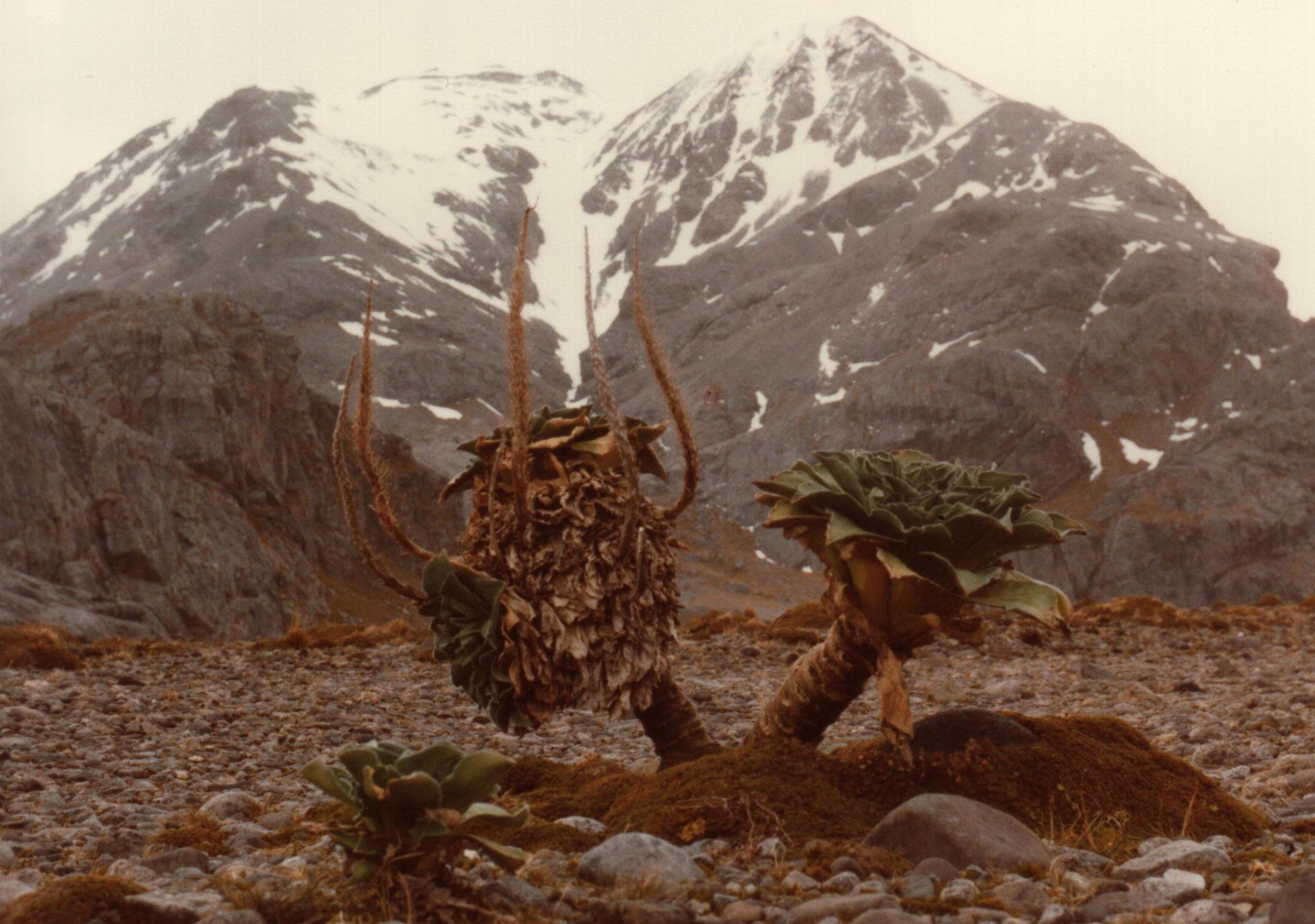
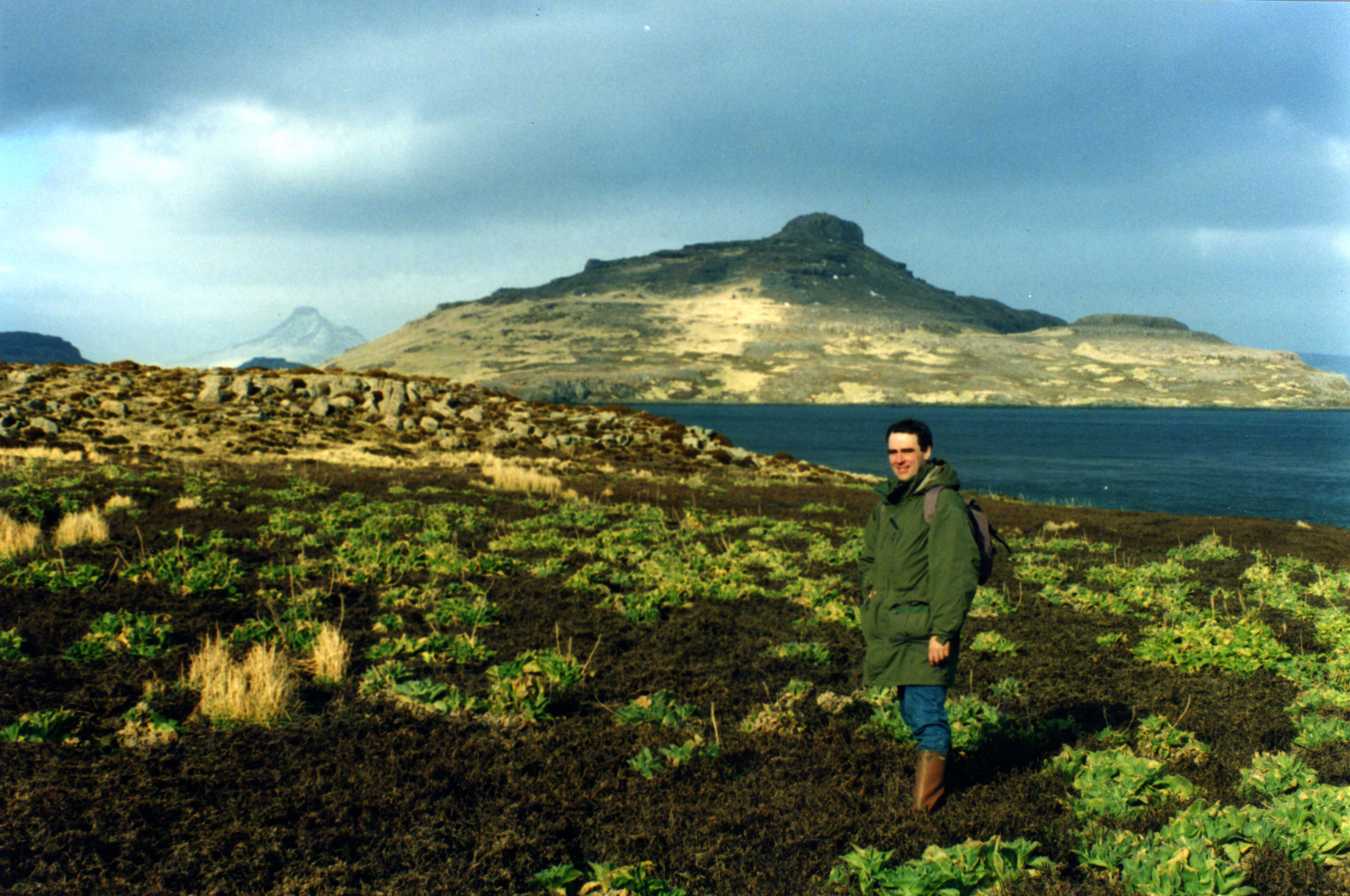